# Senecio tauricus
Senecio tauricus là một loài thực vật có hoa trong họ Cúc. Loài này được Konechn. miêu tả khoa học đầu tiên năm 1985.